# Partito Nazional-Democratico di Germania
Il Partito Nazional-Democratico di Germania (in tedesco National-Demokratische Partei Deutschlands, NDPD) è stato un partito politico della Germania Est, che ha agito come un'organizzazione per ex membri dell'NSDAP, della Wehrmacht e classi medie, rappresentando in qualche modo il conservatorismo e il nazionalismo nella coalizione governativa (Fronte Nazionale) dello Stato socialista, guidata dal Partito Socialista Unificato di Germania. 
Non deve essere confuso con il Partito Nazionaldemocratico di Germania (Nationaldemokratische Partei Deutschlands, NPD), che è un partito di stampo neonazista della Germania occidentale e della moderna Germania unita.

## Storia
L'NDPD è stato co-fondato da Lothar Bolz, Wilhelm Adam (ex membro delle SA) e altri. Era stato creato per ottenere i consensi dei gruppi sociali che erano stati attratti dal Partito nazista prima del 1945 (militari e alcune classi medie) e fornire loro uno sbocco politico, in modo tale che non sarebbero stati tentati di sostenere nuovamente l'estrema destra o i paesi occidentali. Considerando il fatto che il nazionalismo tedesco era stata un'ideologia forte tra le due guerre e che milioni di tedeschi erano membri dell'NSDAP, Stalin voleva usarli per creare nella politica tedesca un nuovo ceppo filo-sovietico e anti-occidentale. Secondo il diplomatico sovietico Vladimir Semënov, Stalin avrebbe anche suggerito di autorizzarli a continuare la pubblicazione del giornale dell'NSDAP, il Völkischer Beobachter. I comunisti tedeschi e alcuni funzionari sovietici furono inizialmente sconvolti dalle idee di Stalin e non erano entusiasti della loro attuazione.

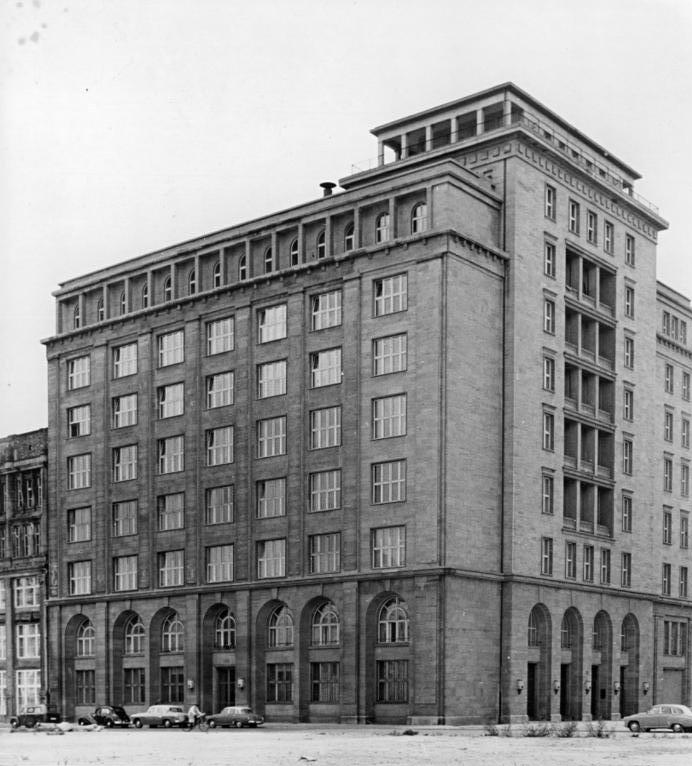
Sede dell'NDPD a Berlino Est nel 1959

L'NDPD è stato riconosciuto dall'amministrazione militare sovietica in Germania il 16 agosto 1948 ed in seguito inviato 52 delegati al parlamento tedesco orientale, la Volkskammer, come parte del Fronte Nazionale. Nessuno di questi su nessun argomento ha mai votato contro il governo, similmente ad altri partiti del Fronte che sono stati efficacemente burattini del partito di governo, il Partito Socialista Unificato di Germania (SED). Tuttavia, dopo la caduta del muro di Berlino, divenne un soggetto indipendente in politica, partecipando all'unica libera elezione della Volkskammer, tenutasi il 18 marzo 1990. L'NDPD non fu incluso nel cartello elettorale degli altri partiti liberali della Germania orientale e partecipò da solo. I risultati furono una débâcle: con 44.292 preferenze (0,38%), ricevettero meno voti del numero di membri nominali. Dopo questi risultati, si fusero con il Partito Liberale Democratico (FDP) tedesco occidentale.
Secondo Klaus Schröder, l'NDPD aveva meno ex nazisti tra le sue file rispetto al Partito di unità socialista di Germania. Ciò è dovuto al fatto che l'NDPD era molto più piccolo della SED.
Il programma dell'NDPD prevedeva, tra le altre cose, la promozione della classe media. Bolz è stato uno dei pochi membri di spicco che non era un ex nazista e fu, di fatto, un membro della SED fin dalla fondazione del nuovo partito. In precedenza era stato un membro del Partito Comunista di Germania fino a quando questo non fu soppresso dai nazisti. L'NDPD era stato istituito dalle autorità comuniste, con l'obiettivo di rivendicare sostegno tra questi ranghi della società, era organizzato secondo il centralismo democratico e aveva 110.000 membri alla fine del 1980.
Il partito doveva rappresentare il liberalismo, come il Partito Liberal-Democratico di Germania, e (almeno inizialmente) anche il sentimento nazionale tedesco. Tuttavia, l'NDPD era ancora più fedele alla SED rispetto agli altri partiti del Fronte Nazionale, e fu riluttante a criticare il governo, anche durante la rivoluzione pacifica del 1989.

## Risultati elettorali
| Anno | Risultato | Seggi |
| ---- | --------- | ----- |
| 1950 | 7,51%     | 35    |
| 1954 | 11,16%    | 52    |
| 1958 | 11,16%    | 52    |
| 1963 | 10,37%    | 45    |
| 1967 | 10,37%    | 45    |
| 1971 | 10,37%    | 45    |
| 1976 | 10,37%    | 45    |
| 1981 | 10,40%    | 52    |
| 1986 | 10,40%    | 52    |